# 茂林國家風景區
22°45′08″N 120°38′07″E / 22.7522086°N 120.6353354°E
茂林國家風景區位於台灣高雄市與屏東縣交界處。轄區南北狹長，地處中央山脈尾端西斜面山麓，荖濃溪、濁口溪、隘寮溪穿流其中，雕琢出獨特的環流丘地形。加上台灣本土的傳統民風，營造出豐富的自然景觀與臺灣文化。茂林區也有著著名的紫斑蝶遷徙。

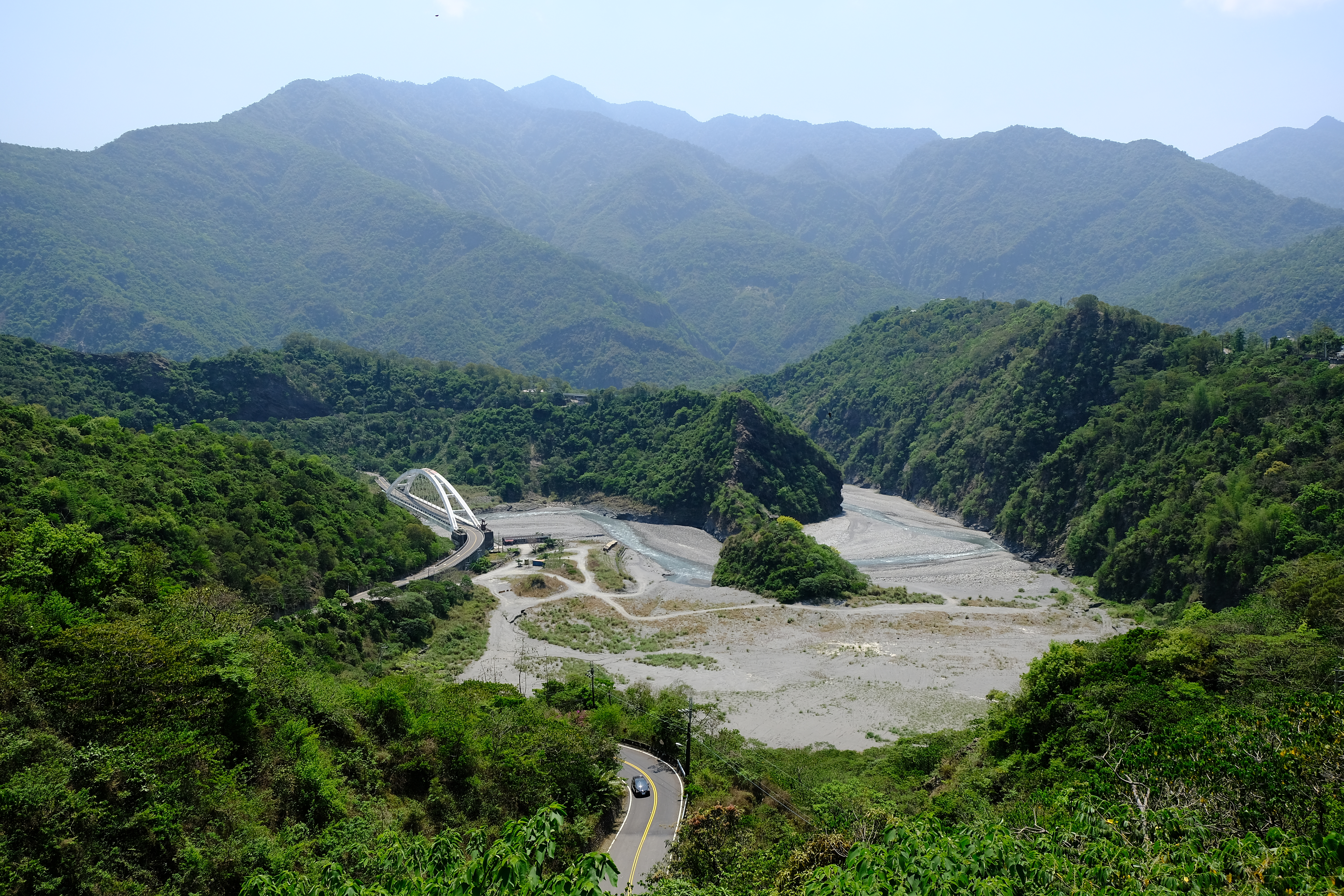
濁口溪環流丘（龍頭山）

1991年11月底台灣省旅遊局正式成立茂林風景區管理所，1999年7月1日改隸交通部觀光局，並更名為「茂林國家風景管理處」，2001年10月2日茂林國家風景區正式成立，茂林國家風景區管理處揭碑，且從原先茂林區擴大範圍至今高雄市桃源區、六龜區及屏東縣三地門鄉、霧台鄉及瑪家鄉共6個鄉鎮市區，使得茂林國家風景區漸漸成為南台灣的旅遊勝地。
值得一提的是，茂林國家風景區為高雄溫泉的搖籃，各地溫泉具有不同特色，其中高雄三大溫泉：多納溫泉、不老溫泉、寶來溫泉，均在此處。

## 族群
六龜區多為閩南族群、客家族群及少數平埔族，桃源區多為布農族及少數拉阿魯哇族；茂林區及屏東縣霧台鄉多為魯凱族；三地門鄉及瑪家鄉則多為排灣族。六龜區居民多由中國廣東及福建省遷移而來，散居於新威、六龜、新發與荖濃等地，爾後復有桃園、新竹及苗栗等地居民移入。
兩個山地原住民區及三個原住民鄉，於清治時期多居住於山區，於日治時代因抗日活動頻繁，統治者為方便管理，乃強迫將各族群遷出，迨於戰後時期，又因各種理由將各族群強迫遷居至現址。

## 景點

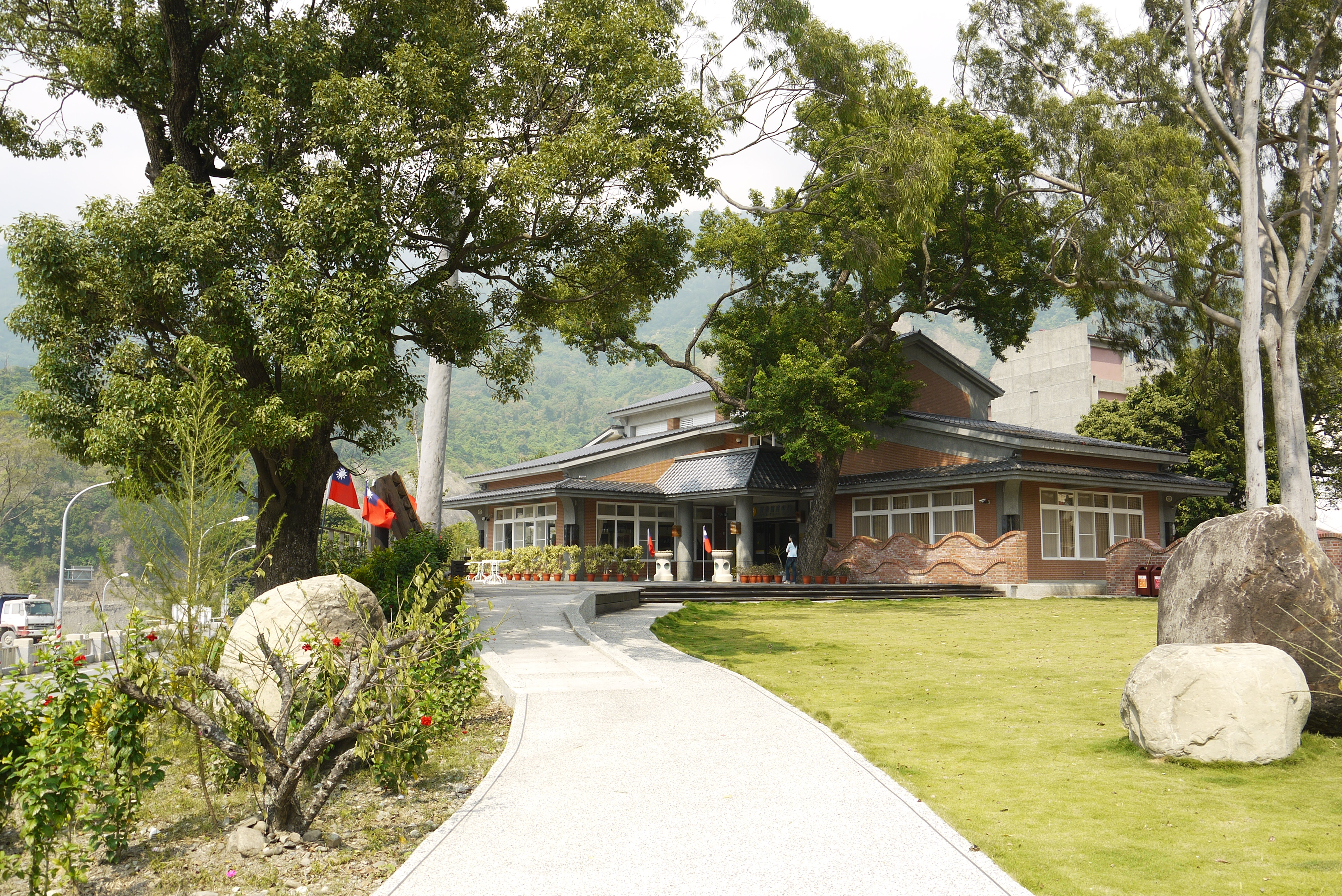
六龜寶來遊客中心

依地理區分，茂林國家風景區由北至南、由西至東，可分為雅爾和梅蘭和寶來、大津和新威和多納、賽嘉和霧台和瑪佳沙三大遊憩系統。前兩者在高雄市境內，後者在屏東縣境內。
雅爾是為高雄縣雅爾鄉，後改名為高雄市桃源區。當時的高雄縣瑪雅鄉和高雄縣多納鄉同時更名高雄縣三民鄉和高雄縣茂林鄉。其中高雄縣三民鄉於2008年改名為高雄市那瑪夏區，並恢復瑪雅為里名，即為高雄市那瑪夏區瑪雅里。恢復雅爾之名。

### 雅爾和梅蘭和寶來遊憩系統
茂林國家風景區包括茂林區的茂林、萬山、多納3個村落，居民大多為魯凱族人。
主要的風景點有情人谷、茂林谷的藍水湖、幽情谷、美雅谷、龍頭山、老鷹峽谷、多納民俗村、多納溫泉、溫泉峽谷、紅塵峽谷、多納隱瀑、多納杜鵑谷及鬼斧神宮等。附近著名景點有扇平風景區，六龜旅客中心的"六隻烏龜"公園。
寶來溫泉屬碳酸泉，交通、溫泉旅館的興建，寶來溫泉成為熱門的景點之一。除了寶來溫泉還有不老溫泉、少年溪溫泉景觀。
荖濃溪是泛舟活動的選擇之一。

### 大津和新威和多納遊憩系統
此系統的重點為茂林區濁口溪河流地形景觀和森林生態系，以及六龜市區河谷地形、農特產品集散、十八羅漢山自然保護區及六龜街區服務設施。
十八羅漢山自然保護區位於六龜區荖濃溪旁的40多座圓頂山丘，經年受到荖濃溪的侵蝕，形成特殊景觀，被稱為十八羅漢山，並有小桂林或「六龜耶馬溪」之稱。而荖濃溪是四級泛舟河道。
龍頭山位於萬山及多納村間，為茂林風景區最受歡迎的據點。地屬環流丘地形，三面高山環繞，東南面臨濁口溪溪流，溪流蜿蜒恰成V字形。地形由於被隔成龍背般之山脊，從遠處漸降盤旋到本區之一小山丘為止，彷佛龍在吐珠，故又名為“龍吐珠”。 

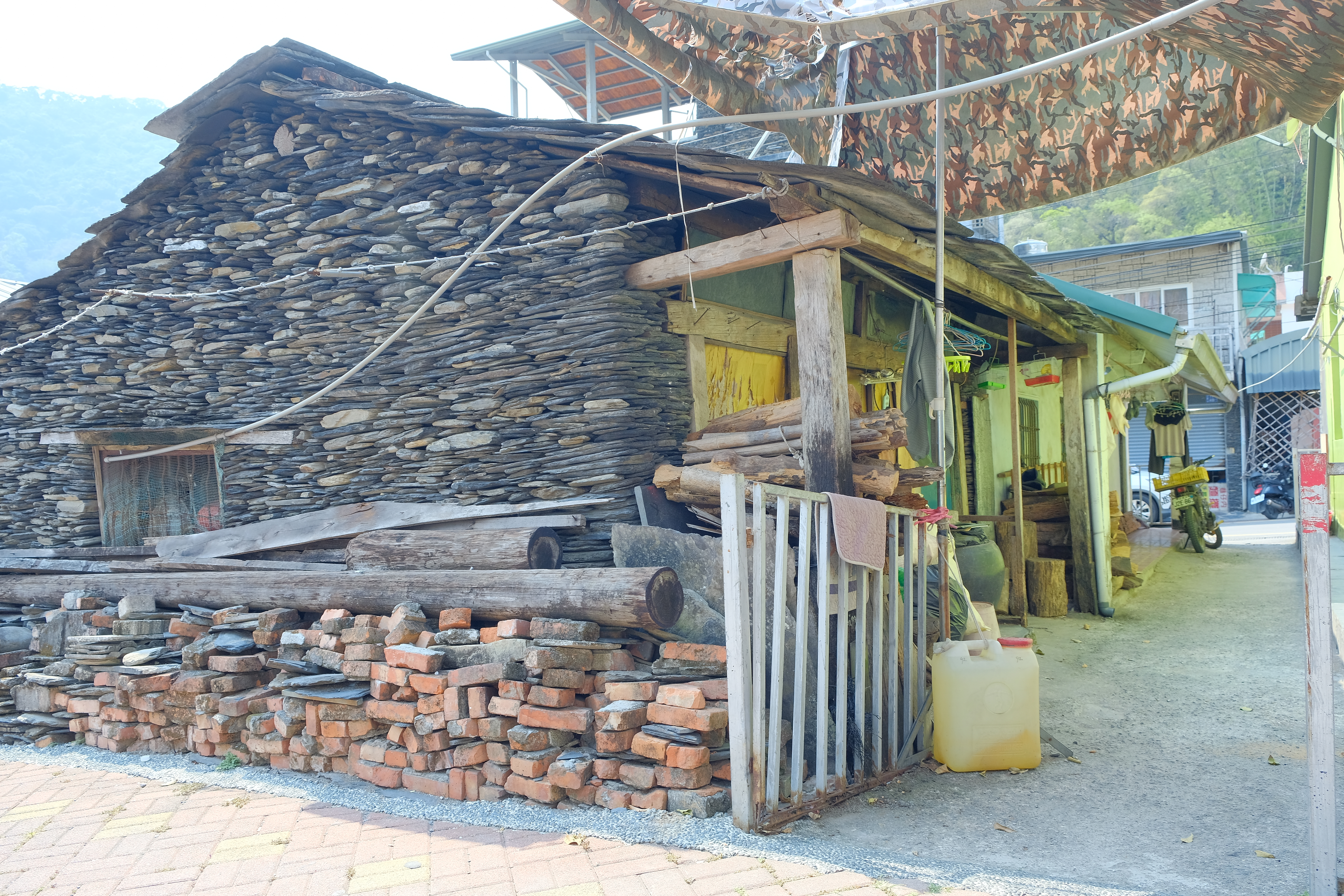
多納里的石板屋

多納里的石板屋為此風景區內最具特色的一處。多納為魯凱族村落，附近一帶盛產粘板岩，里民就地取材，堆砌成石板屋。由於石板屋防風防雨，且十分涼爽又耐用，一直是魯凱族人建築居家的材料，也因而成為多納最具特色的文化表徵。
舊好茶部落是魯凱族的居住地，被族人稱為「雲豹的故鄉」，最多曾有600戶的石板屋，後來族人遷到新好茶部落，舊部落被列為二級古蹟，保留石板剭、祖靈屋、石柱等原住民傳統建築。
附近著名景點有大津瀑布、大津步道、新威至大津大橋，並且可以在新威森林公園眺望大津聚落和新威聚落，一次眺望茂林、六龜、高樹的風景。

### 賽嘉和霧台和瑪佳沙遊憩系統
此區域包含三地門鄉、霧台鄉、瑪家鄉等，在賽嘉航空公園可進行滑翔翼、飛行傘活動。
霧台是魯凱族最大的聚落，經過規畫，在霧台可見到許多魯凱族的傳統文化。三地門著名景點有地磨兒部落、地磨兒公園、地磨兒步道。霧台著名景點有神山部落、神山排灣族石板屋聚落、神山原住民文化博物館、吉露部落眺望"九彎十八拐"道路。

### 通往賽嘉和霧台和瑪佳沙遊憩系統的沿堤自行車道
此區域包含三地門鄉、鹽埔鄉、里港鄉等，常可見到在賽嘉航空公園可進行滑翔翼、飛行傘活動。此沿堤可從台27線省道南華大橋入口處右側下，有引道接往堤防自行車道。
有許多不為人知的景點例如：樹洞隧道、大武山觀景、堤岸日出、南華夕照、堤草坡道，仍多為私房景點不為人知。

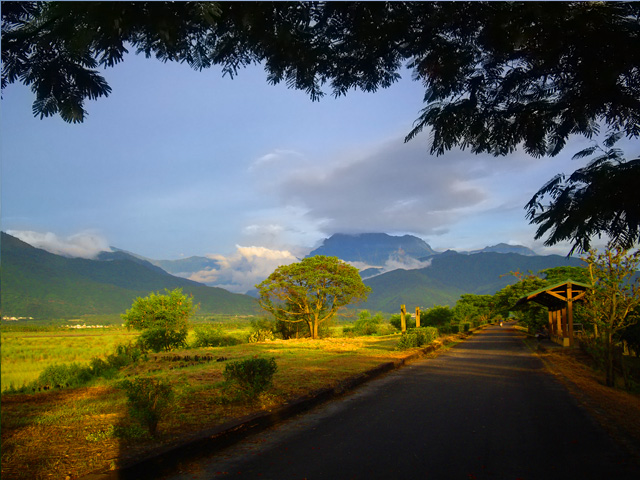
通往茂林國家風景區的沿堤自行車道
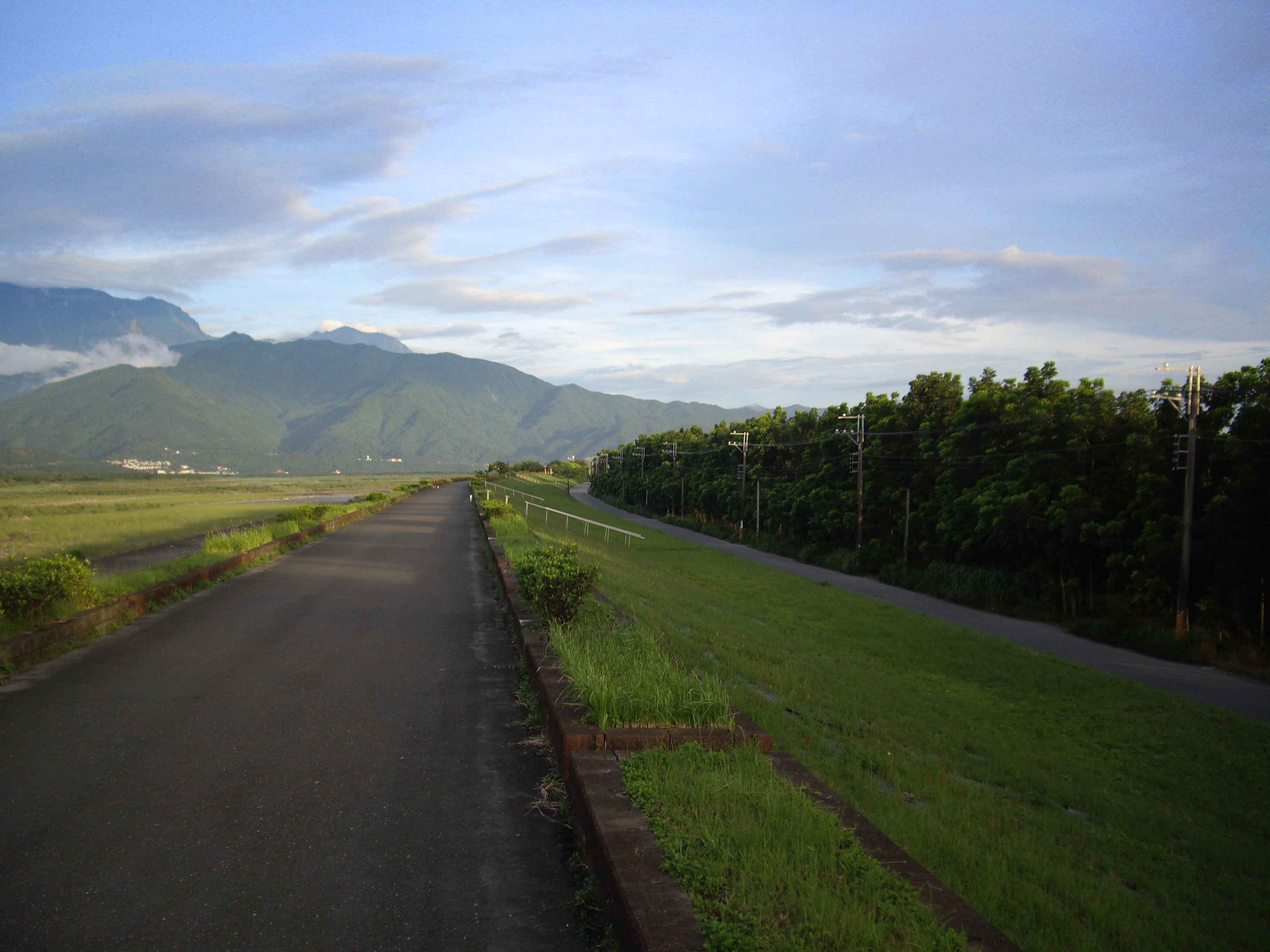
沿堤森林坡道
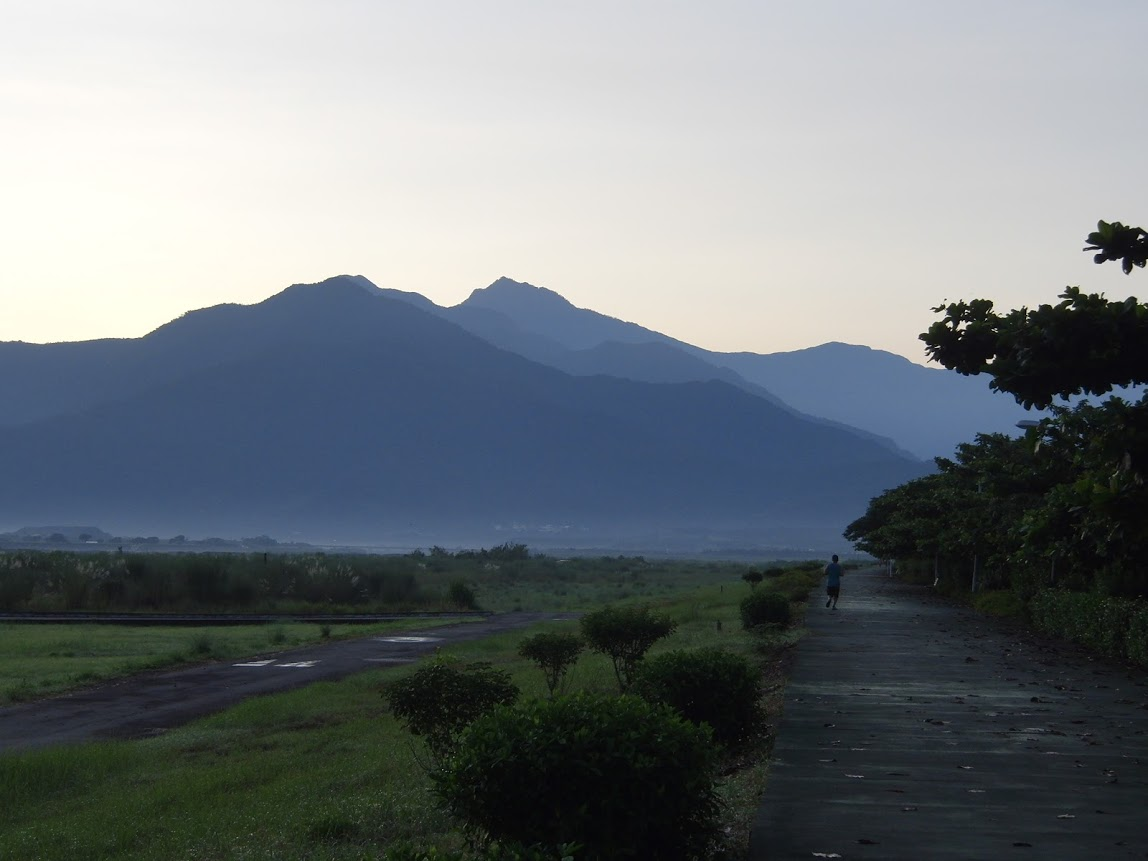
堤岸日出
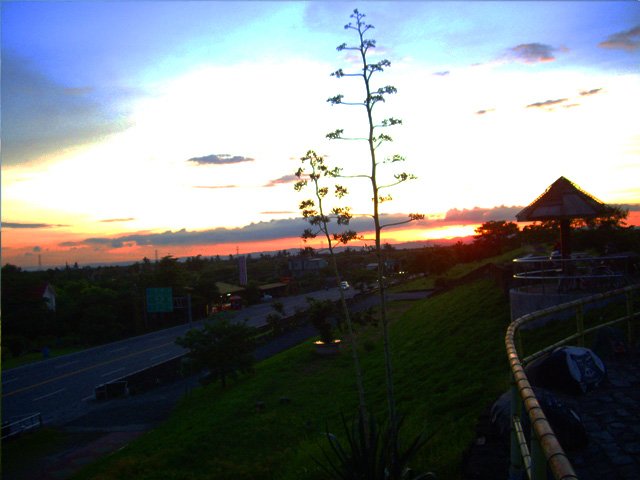
南華夕照
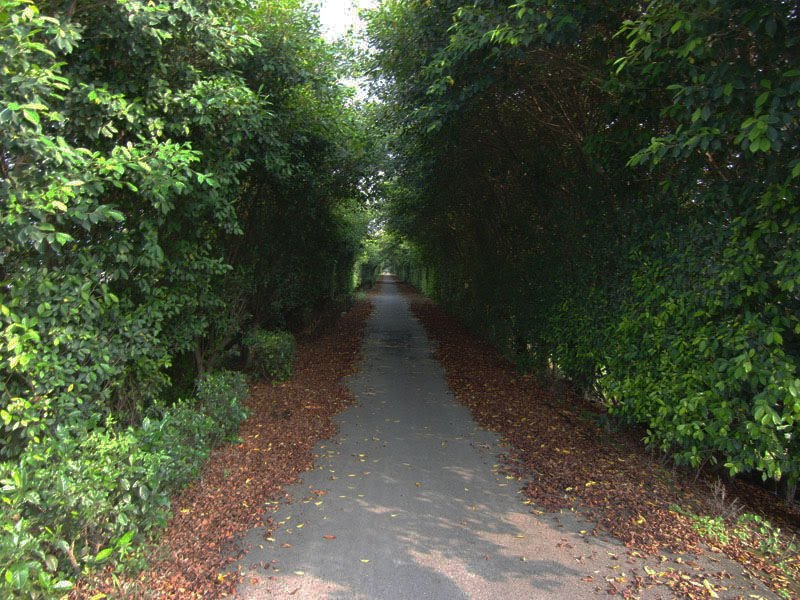
2011樹洞隧道
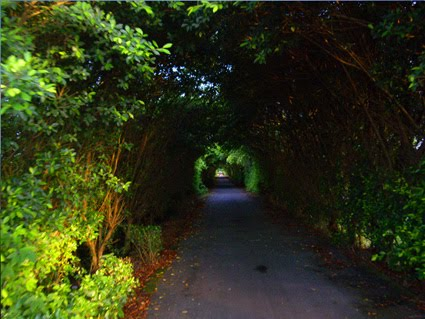
2013黃昏樹洞隧道
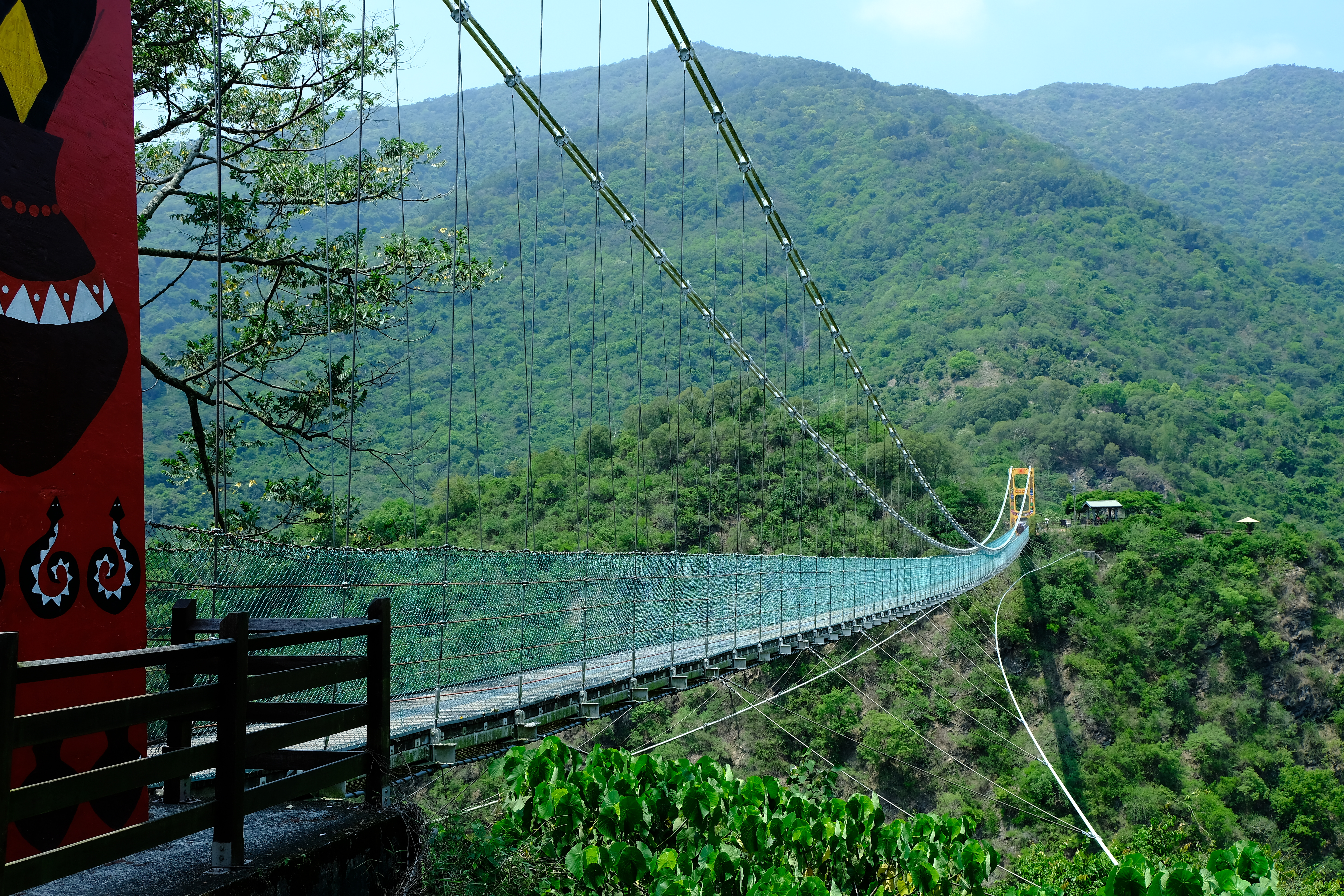
多納高吊橋

## 外部連結
- 茂林國家風景區官方網站 （页面存档备份，存于）
- 茂林國家風景區行政資訊網 （页面存档备份，存于）
- 茂林國家風景區-新威遊客中心  交通部觀光局 （页面存档备份，存于）
- 茂林國家風景區-禮納里遊客中心  交通部觀光局 （页面存档备份，存于）
- Fun心遊茂林（茂林國家風景區）的Facebook專頁